# Conure cuivrée
Eupsittula pertinax
Espèce
Répartition géographique
Statut de conservation UICN

 LC  : Préoccupation mineure
Statut CITES
La Conure cuivrée (Eupsittula pertinax, anciennement Aratinga pertinax) est une espèce d'oiseaux de la famille des Psittacidae.

## Description
Il mesure environ 25 cm.
La tête et la poitrine sont teintées de jaune orangé.

## Taxinomie
Suivant une étude phylogénique de Remsen et al. (2013), le genre Aratinga est entièrement redéfini pour être monophylétique. Le Congrès ornithologique international répercute ces changements dans sa classification de référence version 3.5 (2013), et la Conure cuivrée est déplacée vers le genre Eupsittula.

## Répartition et sous-espèces
Selon la classification de référence du Congrès ornithologique international (15.1, 2025) elle se répartit en quatorze sous-espèces :
- E. p. ocularis (Sclater & Salvin, 1865)) — sud du Panama ;
- E. p. aeruginosa (Linné, 1758) — nord de la Colombie et nord-ouest du Venezuela ;
- E. p. griseipecta (Meyer de Schauensee, 1950) — vallée du río Sinú (Colombie) ;
- E. p. lehmanni (Dugand, 1943) — est de la Colombie ;
- E. p. arubensis (Hartert, 1892) — Aruba ;
- E. p. pertinax (Linné, 1758) — Curaçao ;
- E. p. xanthogenia (Bonaparte, 1850) — Bonaire ;
- E. p. tortugensis (Cory, 1909) — île de la Tortue ;
- E. p. margaritensis (Cory, 1918) — île Margarita (Venezuela) ;
- E. p. venezuelae (Zimmer & Phelps, 1951) — Venezuela ;
- E. p. surinama (Zimmer & Phelps, 1951) — nord du bouclier guyanais ;
- E. p. chrysophrys (Swainson, 1838) — sud du bouclier guyanais ;
- E. p. chrysogenys (Masséna & Souancé, 1854) — vallée du Rio Branco et aval du rio Negro ;
- E. p. paraensis (Sick, 1959) — vallée des rios Tapajós et São Manuel.